# Peter Rieger (Leichtathlet)
Peter Rieger (* 10. April 1953 in Potsdam) ist ein ehemaliger Leichtathlet aus der DDR, der sich auf den Weitsprung spezialisiert hatte.

## Sportliche Karriere
Peter Rieger sprang für den ASK Vorwärts Potsdam. Er war 1975 DDR-Meister im Weitsprung und 1976 DDR-Hallenmeister. 1980 in Cottbus wurde er Zweiter hinter Frank Paschek.
Am 28. Mai 1980 stellte Rieger beim Olympischen Tag in Ost-Berlin seine persönliche Bestleistung von 8,10 Meter auf. Bei den Olympischen Spielen 1980 in Moskau traten mit Lutz Dombrowski, Frank Paschek und Peter Rieger drei Weitspringer aus der DDR an. Während Dombrowski mit Gold und Paschek mit Silber Medaillen gewannen, musste Rieger in der Qualifikation verletzt aufgeben. Insgesamt startete Peter Rieger siebenmal im Nationaltrikot.
Peter Rieger wurde später Sportlehrer beim ASK in Potsdam.